# Bertil Albertsson
Bertil Albertsson   (Uppsala, 1 de setembre de 1921 - Upplands Väsby, 3 de març de 2008) fou atleta suec, especialista en curses de fons, que va competir durant les dècades de 1940 i 1950.
El 1948 va prendre part en els Jocs Olímpics d'Estiu de Londres, on disputà dues proves del programa d'atletisme. Guanyà la medalla de bronze en els 10.000 metres, rere Emil Zátopek i Alain Mimoun; mentre en els 5.000 metres fou cinquè. Quatre anys més tard, als Jocs de Hèlsinki, disputà les mateixes proves del programa d'atletisme. Fou novè en els 5.000 metres i dotzè en els 10.000 metres.
En el seu palmarès també destaquen vuit campionats nacionals, cinc en els 5.000 metres (1947, 1949 i de 1951 a 1953) i tres en els 10.000 metres (1948, 1950 i 1954). Va millorar en dues ocasions el rècord nacional dels 10.000 metres i fou el primer suec a recórrer aquesta distància en menys de 30 minuts.

## Millors marques
- 1.500 metres. 3'39.4" (1953)
- 3.000 metres. 8'13.4" (1951)
- 5.000 metres. 14'15.0" (1952)
- 10.000 metres. 29'46.0" (1951)[5]